# Ecuación de Swain-Lupton
La ecuación de Swain-Lupton, en química orgánica, describe la relación lineal de energía libre que es usada en el estudio de los mecanismos de reacción y que es desarrollo de la relación cuantitativa estructura actividad para compuestos orgánicos. Fue desarrollada por C. Gardner Swain y Elmer C. Lupton Jr. en 1968 como un refinamiento de la ecuación de Hammett que incluye tanto los efectos inductivos como los efectos de resonancia en la ecuación.

## Antecedentes
En química orgánica, la gráfica de Hammett proporciona un medio para evaluar los efectos del sustituyente en un equilibrio o velocidad de reacción usando la ecuación de Hammett:
{\displaystyle \log {\frac {K}{K_{0}}}=\sigma \rho }
Hammett desarrolló esta ecuación a partir de las constantes de equilibrio de la disociación del ácido benzoico y sus derivados. El la definió basándose en dos parámetros: la constante de la reacción (rho) y los parámetros del sustituyente (sigma). Cuando se estudiaron otras reacciones utilizando estos parámetros, no siempre se encontró una correlación debido a la derivación específica de estos parámetros del equilibrio de disociación de los ácidos benzoicos sustituidos y la negligencia original de los efectos de resonancia. Por lo tanto, los efectos de los sustituyentes en una matriz de compuestos se deben estudiar en una base de reacción individual usando la ecuación de Hammett derivada para efectos de campo o resonancia, pero no para ambos.[cita requerida]

## Redefinición de la ecuación
C. Gardner Swain y Elmer C. Lupton Jr., del Instituto Tecnológico de Massachusetts, redefinieron el parámetro sustituyente, sigma, basándose en la idea de que no más de dos variables (efectos resonantes y efectos de campo) son necesarios para describir los efectos de dado cualquier sustituyente. Los efectos de campo (designados con la letra F) es definido para incluir todos los efectos (inductivos y efectos de campos). Igualmente, efectos debido a resonancia (designados con la letra R) se deben al promedio de la capacidad de donación de electrones y la capacidad de aceptación de electrones. Se supone que estos dos efectos son independientes entre sí y, por lo tanto, se pueden escribir como una combinación lineal:
{\displaystyle \sigma \rho =fF+rR}
Estos dos parámetros se tratan como términos independientes debido a la suposición de que Swain y Lupton hicieron; el sustituyente se mantiene distante por tres o más centros saturados o si el sustituyente es (CH3)3N+. Todos los demás términos son entonces insignificantes y conducen a la ecuación de Swain-Lupton.

### Los nuevos parámetros del sustituyente
El parámetro sustituyente se define ahora por efectos de campo y resonancia, F y R, que dependen del sustituyente individual. Las constantes  r  y  f  representan la importancia de cada uno de los dos efectos. Estas constantes no dependen del sustituyente, sino que dependen del conjunto de parámetros del sustituyente de Hammett (σm, σp, σp+, σ', etc.).
Para encontrar las constantes ponderadas, r y f, para cada conjunto de parámetros de sustituyentes, uno necesitaría establecer el hecho de que cada nuevo parámetro sustituyente σ  X  podría escribirse como una combinación lineal de parámetros de sustituyentes de reacción específicos:
{\displaystyle \sigma _{X}=c_{1}\sigma _{X1}+c_{2}\sigma _{X2}}
donde σX1 and σX2 son parámetros específicos del sustituto y c1 y c2 son constantes independientes de los sustituyentes (depende de las condiciones de la reacción, como por ejemplo temperatura, disolvente...). Esto puede ser expresado más genericamente como
{\displaystyle Z=aX+bY+i}
donde i es una intersección para evitar fijar el origen en (0,0). Si no se hace esto, la ecuación daría mucho más peso a los compuestos no sustituidos que se está tratando de comparar con el uso de esta ecuación. Se usa un ajuste lineal de mínimos cuadrados para determinar los coeficientes/constantesa, b, and i - Swain y Lupton usa el procedimiento de Evaluación de Vector Doble Obligado (EVDO, DOVE por sus siglas en inglés).
Las constantes se basaron primero en tres reacciones previas (σm, σp, σp+), lo que conduce a más errores posibles desde que se compilaron los datos es solo una combinación mínima de un grupo mucho más grande. Al ver un posible error en este conjunto limitado, el conjunto de datos se aumentó asignando una escala para comenzar. Se usa una escala cero para el hidrógeno, ya que se sabe que no dona o acepta fácilmente la densidad de electrones cuando se une a un átomo de carbono debido a electronegatividades similares. Un valor de 1 se asigna al NO2, porque la investigación previa determinó que el efecto de este sustituyente se debía predominantemente a la resonancia. Por último, F se estableció igual a R para ambos componentes para que los efectos de campo se puedan comparar directamente con los efectos de resonancia. Esto luego conduce a:
| F = R = 0 | para H   |
| F = R = 1 | para NO2 |

## Categoría de sustituyentes
Los grupos alquilos tienen un bajo valor de F pero tienen valores sensible de R. Esto es comúnmente explicado por hiperconjugación, significando poco o ningún efecto inductivo pero efectos de resonancia parcial. -CF3 tiene un alto ratio R/F que otros sustituyentes con altos grados de conjugación. Esto fue estudiado en mayor detalle por Swain, pero aún se explica mejor por la hiperconjugación del fluoruro.
|                                                 |
| Valores de F para los sustituyentes más comunes |

|                                                 |
| Valores de R para los sustituyentes más comunes |